# Deontologia
Deontologia (do  grego δέον, translit. deon, "dever, obrigação" + λόγος, logos, "ciência"), na filosofia moral contemporânea, é uma das teorias normativas, segundo a qual as escolhas são moralmente exigidas, proibidas ou permitidas. Portanto inclui-se entre as teorias morais que orientam nossas escolhas sobre o que deve ser feito. É também entendida como a parte da Filosofia que trata dos princípios, fundamentos e sistemas da moral.
Também é, às  vezes, descrita como a ética baseada na "obrigação" ou em "regras", porque regras lhe "vinculam a seu dever". A ética deontológica é comumente contrastada com o consequencialismo e a ética da virtude. Nesta terminologia, a ação é mais importante do que as consequências.
O termo foi introduzido em 1834, por Jeremy Bentham, para referir-se ao ramo da ética cujo objeto de estudo são os fundamentos dos deveres e as normas morais. É conhecida também sob o nome de "Teoria do Dever". É um dos dois ramos principais da Ética Normativa, juntamente com a axiologia.

## Princípios

### Princípio lógico
Visa a sequência de atos e meios para oferecer segurança com o fim de descobrir a verdade e evitar erros. No mundo do trabalho usa-se esse princípio para o processo de tomada de decisões, mesmo que seja necessário subtrair um profissional com características essenciais para o desenvolvimento operacional da empresa.

### Princípio jurídico
Proporciona às partes no processo de igualdades de tratamento, na demanda e justiça na decisão, atribuindo o direito a quem for seu titular.

### Princípio político
Proporciona a garantia social dos direitos, visando à pacificação social. Tem correspondentes princípios epistemológicos na Constituição Federal brasileira, o princípio da lealdade processual e o do duplo grau de jurisdição.

## Kant
Em Kant, a deontologia fundamenta-se em dois conceitos: a razão prática e a liberdade. Agir por dever é o modo de conferir à ação o valor moral; por sua vez, a perfeição moral só pode ser atingida por uma vontade livre. O imperativo categórico no domínio da moralidade é a forma racional do "dever-ser", determinando a vontade submetida à obrigação. O predicado "obrigatório" da perspectiva deontológica designa, na visão moral, o "respeito de si".

## Deontologia profissional
A deontologia também se refere ao conjunto de  princípios e regras de conduta — os deveres — inerentes a uma determinada profissão. Assim, cada profissional está sujeito a uma deontologia própria a regular o exercício de sua profissão, conforme o Código de Ética de sua categoria. Nesse caso, entende-se deontologia como o conjunto codificado das obrigações impostas aos profissionais de uma determinada área, no exercício de sua profissão. São normas estabelecidas pelos próprios profissionais, tendo em vista não exatamente a qualidade moral, mas a correção de suas intenções e ações, em relação a direitos, deveres ou princípios, nas relações entre a profissão e a sociedade. 
O primeiro código deontológico foi destinado à área médica, tendo sido elaborado nos Estados Unidos, em meados do século XX.